# Albert Thomas (polityk)
Albert Thomas (ur. 16 czerwca 1878 w Champigny-sur-Marne, zm. 7 maja 1932 w Paryżu) – francuski polityk, socjalista.

## Życiorys
W 1910 roku został deputowanym do parlamentu Republiki Francuskiej. W latach 1915–1917 pełnił funkcję ministra przemysłu zbrojeniowego w rządzie Aristide Brianda. Późniejszych latach należał do bliskich współpracowników premiera Georges'a B. Clemenceau. Pierwszy dyrektor Międzynarodowej Organizacji Pracy przy Lidze Narodów w latach 1920–1932.
Honorowy Obywatel Łodzi decyzją Rady Miejskiej tego miasta podjętą 25 lutego 1924 roku. Tytuł otrzymał za głoszenie – jeszcze przed wybuchem I wojny światowej – konieczności wskrzeszenia niepodległego państwa polskiego oraz za wybitną rolę odegraną po I wojnie światowej w sporze polsko-niemieckim o Górny Śląsk.
Doktor honoris causa Uniwersytetu Jagiellońskiego wnioskowany przez Wydział Prawa w 1926 roku.